# 艾華拿度
埃维拉尔多·马奎斯·达席尔瓦（葡萄牙語：Everaldo Marques da Silva，1944年9月11日—1974年10月28日），簡稱埃维拉尔多（Everaldo），巴西足球運動員。司職後衛，為格雷米奥名將及曾代表巴西國家隊，曾贏得1970年世界盃。掛靴後從政，卻因車禍逝世。

## 球會
- 1965–1965 : 青年人（ 巴西）
- 1966–1974 : 格雷米奥（ 巴西）

贏得1970年巴西銀球獎。

## 國家隊
曾為巴西上陣26場，首次上陣為1967年6月，直至1972年。
艾華拿度曾贏得1970年世界盃，上陣多場只曾於1968年10月輸過一場。

## 榮譽
- 代表巴西國家隊贏得1970年世界盃
- 代表巴西國家隊贏得1967年羅卡盃
- 代表甘美奧於1964、1966－1968年贏得南大河州高卓甲級聯賽
- 代表甘美奧於1967年贏得里約布蘭科杯

## 外部連結
- （葡萄牙文） Everaldo: a star shining in the Tricolor flag 甘美奧官網